# American Pie Présente : String Academy
Pour les articles homonymes, voir American Pie.
Série American Pie Présente
American Pie Présente : No Limit!
(2005) American Pie Présente : Campus en folie
(2007)
Pour plus de détails, voir Fiche technique et Distribution.
American Pie Présente : String Academy ou Folies de graduation Présente : La Course du Naked Mile au Québec (American Pie Presents: The Naked Mile) est un film américain de Joe Nussbaum (en) sorti directement en vidéo en 2006.
Il s'agit du deuxième volet de la série de films American Pie Présente après American Pie Présente : No Limit!, dérivée de la série cinématographique American Pie. Il ne reprend pas les personnages des films précédents.

## Synopsis
Erik Stifler, cousin de Steve et Matt, se sent honteux d'être toujours puceau  alors qu'il porte ce patronyme, et qu'il est sur le point d'entrer en fac. C'est pourquoi il décide de participer à la course nommée « le kilomètre à poil » (Naked Mile) à la fac du Michigan avec ses amis Mike « Cooze » Coozeman et Ryan Grimm, où ils rencontrent notamment Dwight, autre cousin Stifler.
Les trois amis d'East Great Falls vont ensemble découvrir la vie du campus ainsi que Brandi, Alex et Jill, trois charmantes jeunes filles avec qui passer le séjour.

## Fiche technique
Sauf indication contraire, les informations mentionnées dans cette section peuvent être confirmées par la base de données cinématographiques IMDb,  présente dans la section « Liens externes ».
- Titre original : American Pie Presents: The Naked Mile
- Titre français : American Pie : String Academy
- Titre québécois : Folies de graduation : La Course du Naked Mile
- Réalisation : Joe Nussbaum (en)
- Scénario : Erik Lindsay, d'après les personnages créés par Adam Herz (en)
- Musique : Jeff Cardoni
- Décors : Gordon Barnes et Mark Steel
- Costumes : Mary Partridge-Raynor
- Photographie : Eric Haase
- Son : Kelly Vandever, Steven Avila
- Montage : Danny Saphire
- Production : W.K. Border

Production exécutive : Byron A. Martin
Production déléguée : Joel Soisson, Warren Zide et Craig Perry
- Sociétés de production[1] : Neo Art & Logic et Capital Arts Entertainment, avec la participation de Universal Pictures Home Entertainment (UPHE) et Rogue Pictures
- Sociétés de distribution (DVD)[1] : 
  - États-Unis : Universal Pictures Home Entertainment (UPHE)
  - Monde : Universal Pictures
- Budget : 15 millions USD[réf. souhaitée]
- Pays d'origine :  Canada,  États-Unis
- Langue originale : anglais
- Genre : comédie
- Durée : 97 minutes
- Dates de sortie (sortie directement en vidéo)[2] :
  - France : 12 décembre 2006
  - États-Unis : 19 décembre 2006
- Classification[3] :
  -  États-Unis : Interdit aux moins de 17 ans (R – Restricted)[Note 1].
  -  Canada (Manitoba) : Les personnes de moins de 18 ans doivent être accompagnées d'un adulte (18A - 18 Accompaniment).
  -  Canada (Nouvelle-Écosse/Ontario) : Les enfants de moins de 14 ans doivent être accompagnées d'un adulte (14A - 14 Accompaniment).
  -  Québec : 16 ans et plus (16+ / 16 years and over).
  -  France : Déconseillé aux moins de 12 ans

## Distribution
- Eugene Levy (VF : Michel Papineschi) : Noah Levenstein
- Steve Talley (VF : Guillaume Lebon) : Dwight Stifler
- John White (VF : Alexis Victor) : Erik Stifler
- Ross Thomas (VF : Christophe Lemoine) : Ryan Grimm
- Jake Siegel (VF : Ludovic Baugin) : Mike Coozeman
- Jessy Schram (VF : Laura Préjean) : Tracy Starling
- Jordan Prentice (VF : Thierry Wermuth) : Rock
- Jon Cor : Trent Johnson
- Dan Petronijevic (VF : Pascal Casanova) : Paul « Bull » Bilkins
- Candace Kroslack (VF : Sandra Valentin) : Brandy
- Jaclyn A. Smith (VF : Marie Millet) : Jill
- Angel Lewis (VF : Karline Heller) : Alexis « Alex » Taylor
- Christopher McDonald (VF : Régis Reuilhac) : Harry Stifler
- Maria Ricossa (VF : Véronique Borgias) : la mère d'Erick
- Jessica Booker (VF : Maria Tamar) : la grand-mère d'Erick
- Stuart Clow (VF : Jean-François Aupied) : le père de Tracy
- Jordan Bradley (VF : Véronique Desmadryl) : Brooke
- Melanie Merkosky (VF : Anouck Hautbois) : Natalie
- Angelique Lewis (VF : Karine Heller) : Alexis
- Alyssa Nicole Pallett : Porn Star

## Distinctions

### Nominations
- Cinema Audio Society (CAS) 2007[4] : 
  - Meilleur mixage sonore pour la programmation originale de DVD pour Mark A. Rozett, Kelly Vandever et Robert Scherer.

## Autour du film
- Tad Hilgenbrink (Matt Stifler), fait une brève apparition sur une photo au début du film.